# Conferentie van Potsdam

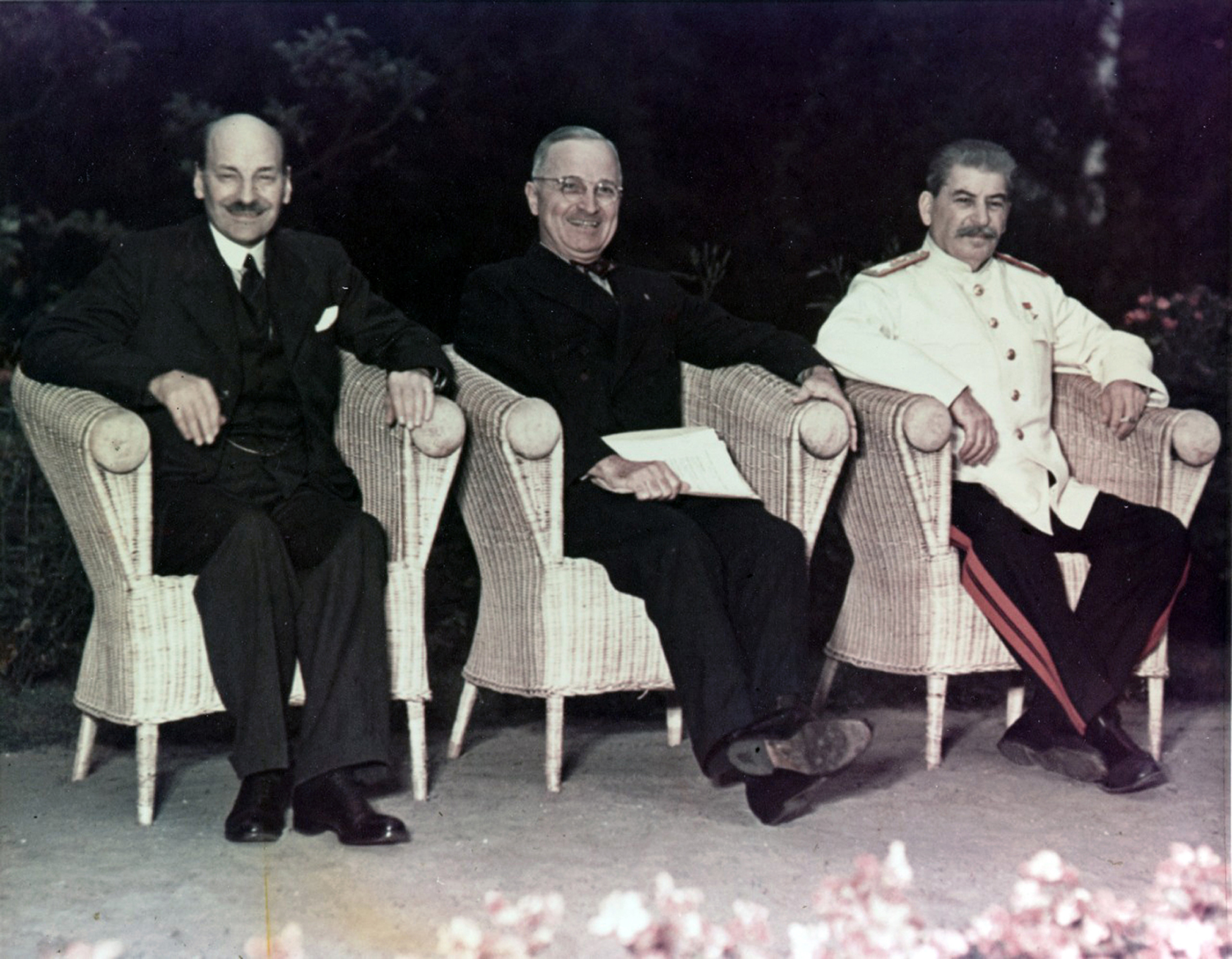
Clement Attlee, Truman en Stalin

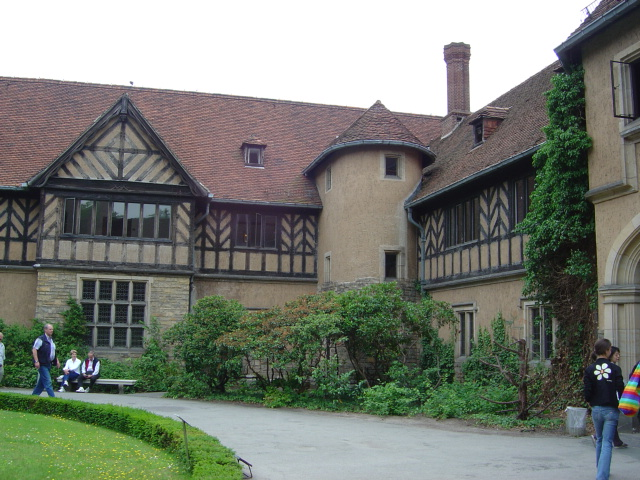
Museum Conferentie van Potsdam

De Conferentie van Potsdam  werd georganiseerd in Cecilienhof te Potsdam nabij Berlijn, Duitsland van 17 juli tot 2 augustus 1945. De deelnemers aan deze conferentie waren de Sovjet-Unie, het Verenigd Koninkrijk en de Verenigde Staten van Amerika. 
Het waren de grootste en machtigste geallieerde landen die de asmogendheden nazi-Duitsland en Italië hadden verslagen in de Tweede Wereldoorlog. De drie naties waren vertegenwoordigd door hun respectievelijke leiders: secretaris-generaal van de communistische partij Jozef Stalin, president van de Verenigde Staten Harry S. Truman en de Britse premier Winston Churchill, die na de politieke overwinning van de Labour-partij op  26 juli 1945 werd vervangen door Clement Attlee. 
Stalin, Attlee en Truman kwamen negen weken na de Duitse capitulatie (8 mei 1945) samen om te beslissen hoe Duitsland moest worden geregeerd.

## Primaire resultaten van de conferentie
- Verklaring van het doel van de geallieerde bezetting in Duitsland: de demilitarisatie, de denazificatie en de democratisering van het land.
- Het akkoord van Potsdam, een oproep tot het indelen van Duitsland en Oostenrijk in vier gebieden die bezet zouden worden (reeds beslist op de Conferentie van Jalta; zie Geallieerde bezettingszones in Duitsland en Geallieerde bezettingszones in Oostenrijk) en een gelijkaardige indeling van Berlijn en Wenen in vier zones.
- Overeenkomst tot vervolging van de nazi's in de processen van Neurenberg.
- De instelling van de nieuwe grens tussen Duitsland en Polen, voorlopig aangeduid als Oder-Neissegrens. Het was echter niet duidelijk welke van de twee rivieren onder de naam Neisse bedoeld werd. De Sovjet-autoriteiten stelden de westelijke Neisse in als een voldongen feit. De Oder zou bij zijn monding in de Oostzee overschreden worden om de stad Stettin en omgeving onder Polen te kunnen laten vallen. De grens tussen Polen en de Sovjet-Unie bij de verdeling van de provincie Oost-Pruisen was eveneens kwestieus. De territoriale gezagsverhoudingen bleven na Potsdam onduidelijk en naast de autoriteit van het Sovjet-leger zouden Poolse milities hun gezag doen gelden, wat conflicten tussen beide opriep. Pas na de machtsovername door een Pools-communistische regering zouden deze verhoudingen geregeld worden.
- De repatriëring van Duitsers buiten de Duitse grenzen en in de door Polen en de Sovjet-Unie geannexeerde voormalige oostelijke Duitse provincies. Daarnaast vaststelling van de aantallen mensen, behorend tot de Duitstalige minderheden, die de overige staten van Midden-Europa mochten uitwijzen. Dit zou leiden tot een etnische zuivering in Oost-Europa.
- Akkoord over herstelbetalingen. Het Westen verplichtte Duitsland tot herstelbetalingen in de vorm van Duits eigendom, industriële producten en werkkrachten. Stalin stelde voor om de Polen geen Duitse herstelbetalingen te geven omdat deze staat al Duits grondgebied mocht annexeren. Tot 1949 vond de ontmanteling van de Duitse industrie- en productiecentra plaats. Dit betekende in de zogenaamde Sovjetzone van Duitsland en ook in door Polen geannexeerd gebied, dat industriële installaties afgebroken en naar de Sovjet-Unie vervoerd mochten worden. Maar door de Koude Oorlog werd een volledige afbetaling onmogelijk. Het is overigens nog steeds onopgehelderd waarom de Verenigde Staten hun verzet tegen de door de Sovjet-Unie ingestelde Oder-Neissegrens zo plotseling opgaven. Nadat de Sovjet-Unie haar claim had laten vallen op een deel van de industriële ontmanteling van het Ruhrgebied, verviel namelijk de Amerikaanse eis dat alleen na overleg een nieuwe, voorlopige d.w.z. administratieve, grens ingesteld zou kunnen worden.
- De geallieerden legden de Verklaring van Potsdam af, welke de voorwaarden van een Japanse overgave beschreef.
- Alle andere zaken zouden zo snel mogelijk worden beslist op een definitieve vredesconferentie. De grens tussen Duitsland en Polen werd op de Conferentie van Potsdam niet definitief vastgelegd, maar was door de verdrijving van Duitsers uit de voormalige oostelijke Duitse provincies voor de Sovjet-Unie al een feitelijk gegeven. De westelijke geallieerden wilden nog tijdens de definitieve vredesconferentie de officiële grens bepalen. Deze vredesconferentie is er nooit gekomen. De Pools-Duitse Oder-Neissegrens is later bilateraal erkend door akkoorden met de DDR in 1950, met de West-Duitsland in 1970 en het herenigde Duitsland in 1990.

## Nabeschouwingen
De conferentie van Potsdam bleek dan ook de laatste conferentie te zijn tussen de geallieerde landen van de Tweede Wereldoorlog. Op deze conferentie werden ook de Japanse voorwaarden tot overgave bepaald, waarbij Japan het ultimatum kreeg van totale overgave: voldeed het land daaraan niet, dan zou het direct en totaal verwoest worden. Het woord atoombom werd hierbij niet gebruikt, waardoor de Japanners wellicht geen direct vermoeden kregen, van aard en omvang van destructie, die hen te wachten stond. Truman besliste, met een indirecte aanmoediging van Stalin, om het atoomwapen te gebruiken om een snel einde te maken aan de oorlog tegen Japan. Daarop werden twee atoombommen door de Amerikanen op Japan geworpen, respectievelijk op Hiroshima op 6 augustus en Nagasaki op 9 augustus 1945.
De westerse geallieerde landen - en vooral de Britse leider Winston Churchill - stonden wantrouwig ten opzichte van de reële motieven van de Russische leider, maarschalk Stalin. Zij waren daarom blij de Russen niet meer nodig te hebben in de laatste strijd tegen Japan. 
Stalin had intussen reeds communistische regeringen onder zijn invloed geïnstalleerd in Oost-Europa; door het verdwijnen van Churchill uit de wereldpolitiek als gevolg van diens verkiezingsnederlaag op 25 juli 1945 werd aan Stalin althans in Oost-Europa, nauwelijks meer tegenwicht geboden. Hierna groeide de kloof, of, in een uitdrukking van Churchill het IJzeren Gordijn tussen het Westen en het Oosten geleidelijk aan verder, en mondde zij uiteindelijk uit in de Koude Oorlog.